# توماس جاي ميلر
توماس جاي ميلر (بالإنجليزية: Thomas J. Miller)‏ هو دبلوماسي أمريكي، ولد في 9 ديسمبر 1948.

## وصلات خارجية
- توماس ميلر على موقع إن إن دي بي (الإنجليزية)